# NGC 517
NGC 517 (còn được gọi là PGC 5214 hoặc UGC 960), là một thiên hà hình hạt đậu thuộc chòm sao Song Ngư, nằm cách Hệ Mặt Trời khoảng 188 triệu năm ánh sáng. Thiên hà này được nhà thiên văn học William Herschel phát hiện vào ngày 13 tháng 9 năm 1784.

## Lịch sử quan sát
Herschel đã phát hiện ra vật thể này cùng với NGC 515 bằng cách sử dụng Beta Andromedae làm sao tham chiếu. Ông mô tả khám phá của mình là "hai (vật thể), đều là sao", cho thấy việc ông xác định sai vật thể này là một ngôi sao. Trong khi Herschel chỉ ghi nhận một vị trí cách NGC 515 khoảng 35" về phía đông, thì Heinrich d'Arrest đã thực hiện phép đo chính xác đầu tiên về vật thể này bằng cách sử dụng dữ liệu quan sát của ba đêm riêng biệt. Vật thể này cũng được quan sát bởi John Herschel, con trai của William Herschel và sau đó được John Louis Emil Dreyer lập danh mục trong Danh mục chung mới. Trong danh mục chung mới, thiên hà này đã được mô tả là "ngôi sao khá mờ, tròn, nằm ở phía đông nam của 2" so với với thiên hà còn lại là NGC 515.

## Mô tả
Thiên hà có cấp sao biểu kiến là 12,5 và có thể được phân loại là loại S0 bằng cách sử dụng Chuỗi Hubble. Khoảng cách từ vật thể đến Hệ Mặt trời là vào khoảng 190 triệu năm ánh sáng, có thể được ước tính bằng cách sử dụng dịch chuyển đỏ của nó và định luật Hubble. 

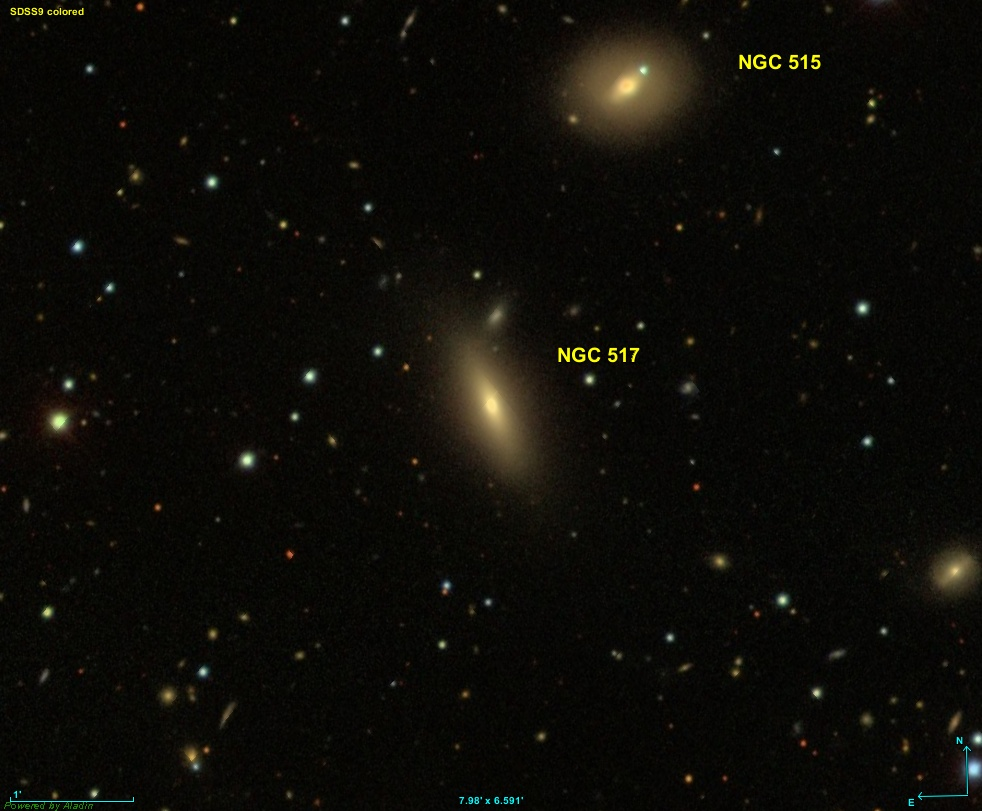
NGC 517 và NGC 515 (SDSS)